# Kirie
El kirie o kirieleisón (en griego antiguo: Κύριε ἐλέησον, romanizado: Kýrie eléison, lit. 'Señor, ten piedad') es el nombre común de una importante oración de la liturgia cristiana, también denominada  «Señor, ten piedad»: Kyrie es el caso vocativo del sustantivo griego κύριος y significa «¡Oh Señor!», mientras que eleison, en griego ἐλέησον, es imperativo aoristo del verbo ἐλεέω «compadecerse». Su origen es muy antiguo, incluso precristiano.

## Génesis
La invocación Kyrie eleison ya se conocía en la antigüedad precristiana. Kyrios se refiere a Dios, En los Salmos (6,3; 40,5.11) y Profetas (Is 33,2; Bar 3,2) encontramos esta misma invocación. Por medio de ella se rendía honor, homenaje y reconocimiento a aquel que era poderoso.
Posteriormente Kyrie eleison es una expresión utilizada constantemente en todas las liturgias cristianas. Flavio Arriano la cita en el siglo II: «Invocando a Dios decimos Kyrie eleison» (Diatribae Epicteri, II, 7).
El Kyrie eleison es uno de los cantos más antiguos del canto gregoriano (esto se deduce por su texto en griego). Tiene una estructura de triple exclamación:
a. Kyrie eleison.
b. Christe eleison.
a. Kyrie eleison.
Forma parte del ordinario o común de la misa, es decir, la parte que está presente en casi todas las misas del año. La letanía de los santos comienza con esta invocación.

## Historia
Ni los Padres Apostólicos ni los apologistas mencionan el kyrie eleison. El primer ejemplo seguro de su uso en la liturgia está en el octavo libro de las "Constituciones Apostólicas". Aquí está la respuesta del pueblo a las diversas Synaptai (letanías) cantadas por el diácono (Brightman,"Eastern Liturgies", pp. 4 y 5; cf. "Const. Ap.", VIII, VI, 4). Este sigue siendo su uso normal en los ritos orientales. El diácono canta varias cláusulas de una letanía, a cada una de las cuales el pueblo responde, kirie eleison. De los Padres griegos del siglo IV, Eusebio, San Atanasio, Basilio, San Cirilo de Jerusalén y los dos Gregorios (Nacianceno y de Nisa), ninguno la menciona. Pero aparece a menudo en San Juan Crisóstomo.
Su inclusión en la Misa romana ha sido muy discutida. Es cierto que la liturgia en Roma fue en un tiempo dicha en griego (aparentemente hasta finales del siglo II). Es tentador considerar nuestro Kyrie Eleison como un fragmento sobreviviente de esa época. Sin embargo, no parece ser tal el caso. Más bien la forma fue tomada prestada de Oriente e introducida en la Misa latina más tarde. Los Padres Latinos más antiguos, Tertuliano, Cipriano, etc., no la mencionan. Etheria (Silvia) la oyó cantada en Jerusalén en el siglo IV. Es evidentemente una forma extraña para ella, y la traduce: "A medida que el diácono dice los nombres de varias personas (la intercesión) un grupo de muchachos permanece de pie y responden siempre, kirie eleison, como si nosotros dijéramos, Miserere Domine" (ed. Heraeus, Heidelberg, 1908, XXIV, 5, p. 29).
La primera evidencia de su uso en Occidente es en el tercer canon del Segundo Concilio de Vaison (Vasio en la provincia de Arlés, Francia), en el 529. De este canon se desprende que la forma fue introducida a Roma e Italia (¿Milán?): "Puesto que tanto en la Sede Apostólica como en todas las provincias de Oriente y en Italia se ha introducido la dulce y muy piadosa costumbre de decir el Kirie Eleison con gran insistencia y compunción, nos parece bien que también esa santa costumbre sea introducida en maitines, en Misa y en vísperas" (cf. Hefele-Leclercq, "Histoires des Conciles", Paris, 1908, pp. 1113-14; Duchesne, "Origines", p. 183). El concilio no dice nada de África y España, aunque menciona a África en otros cánones sobre prácticas litúrgicas (Can. V). Parece querer decir que el Kirie Eleison debía ser cantado por el pueblo cum grandi affectu. E. Bishop (en el "Downside Review", 1889) nota que este concilio representa un movimiento romanizador en Galia.
El siguiente testigo famoso de su uso en Occidente es San Gregorio I (590-604). Él le escribe a Juan de Siracusa para defender a la Iglesia Romana de imitar a Constantinopla en el uso de esta forma, y se esmera en señalar la diferencia entre su uso en Roma y en Oriente: “Ni dijimos ni decimos el Kirie Eleison como lo dicen los griegos. Entre los griegos, lo dicen todos juntos; mientras que con nosotros, es dicho por el clérigo y contestado por el pueblo, y decimos Christe Eleison otras tantas veces, el cual no es el caso con los griegos. Además en las Misas diarias excluimos algunas cosas que se dicen usualmente; decimos Kirie Eleison y Christe Eleison, de modo que podamos detenernos más en esas palabras de la oración" (Ep.IX in P.L., LXXVII, 956). Las últimas palabras parecen significar que a veces se excluyen otras oraciones de modo que pueda haber más tiempo para cantar el Kirie Eleison. También vemos de este pasaje que en tiempos de San Gregorio existía el uso especialmente romano de la forma alternativa de Christe Eleison (desconocida en los ritos galicano y oriental).
Parece inevitable relacionar el Kirie Eleison en la Misa Romana con una letanía original. Su lugar corresponde exactamente a donde ocurre como parte de una letanía en la liturgia sirio-bizantina; aun es cantado siempre al inicio de las letanías en el rito romano también, y San Gregorio se refiere a "algunas cosas usualmente dichas" en conexión con él. ¿Cuáles pueden ser esas cosas sino cláusulas de una letanía, cantada, como en Oriente, por un diácono? Además hay aún ciertos casos en el rito romano, obviamente de una naturaleza arcaica, donde una letanía ocurre en el lugar del Kirie. Así la última cláusula (Kirie Eleison, repetido tres veces; Christe Eleison, repetido tres veces; Kirie Eleison, repetido tres veces) es cantada a medida que el celebrante dice las primeras oraciones de la Misa, y corresponden en cada caso a nuestro usual Kirie. Así también en las ordenaciones la letanía se canta hacia el inicio de la Misa. A este respecto cabe señalar que hacia fines de la Edad Media el Kirie de la Misa era excluido cuando acababa de ser cantado en una letanía antes de la Misa, como en los días de rogaciones (e.g. Ordo Rom., XI, LXII). Podemos suponer entonces, que en algún tiempo la Misa romana comenzaba (después del introito) con una letanía de peticiones generales en gran medida de la naturaleza de la tercera parte de nuestra Letanía de los Santos. Esto correspondería exactamente a nuestra gran synapte en el rito sirio. De lo que hemos dicho, solamente concluimos que la respuesta del pueblo era en latín ---el Miserere Domine" de Etheria, o "te rogamus, audi nos", o alguna de tales formas. Alrededor del siglo V el Kirie Eleison griego fue adoptado por Occidente, y en Roma con la forma alternativa Christe Eleison. Este era cantado, no como en Oriente solo por el pueblo, sino alternadamente por los cantores y el pueblo. Desplazó así a las exclamaciones latinas más antiguas y eventualmente permaneció solo como el único vestigio de la antigua letanía.
El primer Ordo Romano (siglos VI-VII) describe un número aún no determinado de Kiries cantados en lo que aún es su lugar en la Misa: "Cuando la escuela (schola, coro) terminaba la antífona [el introito] comenzaba el Kirie Eleison. Pero el líder del coro mira al Pontífice, que debería darle una señal si desea cambiar el número de la letanía" (Ordo Rom. primus", ed. Atchley, Londres, 1905, p. 130). En el "Ordo de San Amando", escrito en el siglo VIII y publicado por Duchesne en su "Origines du culte" (p. 442), tenemos ya nuestro número de invocaciones: "Cuando el coro ha terminado la antífona, el Pontífice hace una seña para que se diga el Kirie Eleison. Y el coro lo dice [dicit siempre se refiere al canto en el latín litúrgico; cf. las rúbricas del Misal actual: "dicit cantando vel legendo" antes del Padre Nuestro y los regionarios que permanecen al pie del ambón lo repiten. Cuando lo han repetido por tercera vez, el Pontífice indica de nuevo que debe decirse el Christae [sic] Eleison. Y cuando lo han completado nueve veces, él indica que deben detenerse". Así tenemos, al menos desde el siglo VIII, nuestra práctica actual de cantar inmediatamente después del Introito tres veces el Kirie Eleison, tres veces el Christae Eleison, tres veces el Kirie Eleison, haciendo nueve invocaciones en total. Obviamente el primer grupo está dirigido a Dios Padre, el segundo a Dios Hijo, y el tercero a Dios Espíritu Santo. A los comentadores medievales les gusta relacionar la invocación nónuple con los nueve coros de ángeles (Durando, "Ra tionale", IV, XII).
Desde una época muy temprana la solemnidad del Kirie estuvo marcada por un largo y ornado canto. En los ritos Orientales, también, siempre es cantado con largos neumas. Es aún la más elaborada de todas nuestras melodías de canto llano. En la Edad Media el Kirie era acompañado con otras palabras para rellenar los largos neumas. Los nombres de los diversos Kiries en el gradual Vaticano (por ejemplo, el Kirie Cunctipotens genitor Deus del siglo X, el Kirie magnae Deus potentiae del siglo XIII, etc.) son todavía vestigios de esto. Como un ejemplo de estos innumerables y a menudo largos acompañamientos, este comparativamente breve del misal de Sarum puede servir:
Kyrie, rex genitor ingenite, vera essentia, eleyson.
Kyrie, luminis fons rerumque conditor, eleyson.
Kyrie, qui nos tuæ imaginis signasti specie, eleyson.
Christe, Dei forma humana particeps, eleyson.
Christe, lux oriens per quem sunt omnia, eleyson.
Christe, qui perfecta es sapientia, eleyson.
Kyrie, spiritus vivifice, vitæ vis, eleyson.
Kyrie, utriqusque vapor in quo cuncta, eleyson.
Kyrie, expurgator scelerum et largitor gratitæ quæsumus propter nostrasoffensas noli nos relinquere, O consolator dolentis animæ, eleyson (ed. Burntisland, 929).
[Señor, Rey y Padre no engendrado, verdadera esencia de Dios, ten piedad de nosotros.
Señor, fuente de luz y Creador de todas las cosas, ten piedad de nosotros.
Señor, Tú que nos has marcado con el sello de tu imagen, ten piedad de nosotros.
Cristo, verdadero Dios y verdadero hombre, ten piedad de nosotros.
Cristo, Sol Naciente, a través de quien son todas las cosas, ten piedad de nosotros.
Cristo, Perfección de la Sabiduría, ten piedad de nosotros.
Señor, Espíritu vivificador y poder de vida, ten piedad de nosotros.
Señor, Aliento del Padre y el Hijo, en Quien son todas las cosas, ten piedad de nosotros.
Señor, purificador del pecado y limosnero de la gracia, te rogamos no nos abandones a causa de nuestros pecados, Consolador del alma adolorida, ten piedad de nosotros.].
Nótese la mayor longitud del último acompañamiento para ajustarlo a los neumas del último Kirie, el cual siempre es más largo. Algunas veces las palabras esenciales están mezcladas con el acompañamiento en una muy curiosa mezcla de latín y griego: "Conditor Kirie onmium ymas creaturarum eleyson" (Ib., 932). El Misal Reformado de Pío V ha abolido estos y todos los demás acompañamientos del texto litúrgico.

## Traducción al latín
Kyrie, rex genitor ingenite, vera essentia, eleison.
Kyrie, luminis fons rerumque conditor, eleison.
Kyrie, qui nos tuæ imaginis signasti specie, eleison.
Christe, Dei forma humana particeps, eleison.
Christe, lux oriens per quem sunt omnia, eleison.
Christe, qui perfecta est sapientia, eleison.
Kyrie, spiritus vivifice, vitæ vis, eleison.
Kyrie, utriqusque vapor in quo cuncta, eleison.
Kyrie, expurgator scelerum et largitor gratitæ; quæsumus propter nostras offensas noli nos relinquere, O consolator dolentis animæ, eleison
(ed. Burntisland, 929).

## Traducción al español
Señor, Rey y Padre no engendrado, Verdadera Esencia de Dios, ten piedad de nosotros.
Señor, fuente de luz y Creador de todas las cosas, ten piedad de nosotros.
Señor, Tú que nos has marcado con el sello de tu imagen, ten piedad de nosotros.
Cristo, Verdadero Dios y Verdadero Hombre, ten piedad de nosotros.
Cristo, Luz guía, a través de quien son todas las cosas, ten piedad de nosotros.
Cristo, Perfección de la Sabiduría, ten piedad de nosotros.
Señor, Espíritu vivificador y poder de vida, ten piedad de nosotros.
Señor, Aliento del Padre y el Hijo, en quien son todas las cosas, ten piedad de nosotros.
Señor, Purificador del pecado y Limosnero de la Gracia, te rogamos no nos abandones a causa de nuestras ofensas, Consolador del alma dolorida, ten piedad.

Generalmente se canta:
Kyrie, eleison
Christe, eleison
Kyrie, eleison
es decir
Señor, ten piedad
Cristo, ten piedad
Señor, ten piedad

## En la cultura popular
La canción Aguanile de Willie Colón y Héctor Lavoe contiene parte de la plegaria: Kyrie eleison; 
El grupo Mr. Mister tiene una canción llamada "Kyrie".
En la película El Jorobado de Notre-Dame de Disney, adaptación infantil de la obra de Victor Hugo, la canción Fuego de infierno (Hellfire) incluye un coro cantando la plegaria Kyrie eleison.